# Relentless (Album)
Relentless (englisch Rücksichtslos) ist das, ursprünglich als Pentagram, veröffentlichte Debüt der US-amerikanischen Traditional-Doom-Band Pentagram. Es wird neben Psalm 9 von Trouble und Saint Vitus gleichnamigen Debütalbum zu den prägenden Veröffentlichungen des Genres gerechnet. So wird das Album zu den Schlüsselalben der Doom Trinity aus Pentagram, Saint Vitus und Trouble gerechnet und für die Verbreitung und Etablierung des gesamten Doom Metal mitverantwortlich gemacht.

## Geschichte
Im Jahr 1978 wurde Bobby Liebling vom Schlagzeuger Joe Hasselvander in die von diesem gegründete Band Sex II eingeladen. Die Band wurde alsbald in Pentagram umbenannt, ein Bandname, den Liebling zuvor bereits für eine von 1971 bis 1976 genutzte Band verwendet hatte und unter dem zwei Singles veröffentlicht wurden. Als neu gegründete Pentagram spielte die Band Lieder von Sex II sowie der aufgelösten Pentagram Neben Hasselvander und Liebling musizierten diesmal der Bassist Martin Swaney sowie die Gitarristen Richard Kuehrt und Paul Trowbridge als Pentagram. Diese neue Pentagram-Besetzung nahm gemeinsam eine via High Voltage Records, einem Kleinstlabel ohne Katalog und Renommees, erschienene Single Livin’ in a Ram’s Head/When the Screams Come auf, bevor die Band aufgrund von Suchtproblemen und persönliche Spannungen zerfiel. Nach dieser Trennung Pentagrams schloss Hasselvander sich der Band Death Row, des Gitarristen Victor Griffin und des Bassisten Lee Abney, an. Liebling wurde als Sänger in die Band integriert, während Abney durch Swaney ersetzt wurde. Im Januar 1982 veröffentlichte Death Row das Demo All Your Sins. Gemäß der Darstellung des Sachbuchautors Garry Sharpe-Young erfolgte eine erneute Änderung des Bandnamens in Pentagram unter dem Druck der Fans. Die Band überarbeitete das Demo und bestritt weitere Aufnahmen im Gizmo Recording Studio in Maryland unter der Begleitung von Tim Kidwell und Tom Lyle, geleitet von Liebling und Griffin. Im Jahr 1985 wurde dann das selbstbetitelte Debüt über ein eigens dafür initiiertes Label veröffentlicht.
Hasselvander verließ Pentagram nach den Aufnahmen, um sich der Band Raven anzuschließen, und wurde durch Stuart Rose ersetzt. In der Folge absolvierte die Band eine Reihe von Auftritten in den Vereinigten Staaten, die von einer okkulten Atmosphäre und einer beeindruckenden Lautstärke geprägt waren und zu einer Steigerung der Popularität der Band beitrugen. Trotz der als eindrucksvoll gerühmten Performance, die „mitsamt dem Corpsepaint viel von Black Metal vorwegnahm“ blieb der erhoffte große Erfolg aus. Nach der Veröffentlichung des zweiten Albums löste sich Pentagram 1988 erneut auf. Einige Jahre später nahm der Labelbetreiber Paul ‘Hammy’ Halmshaw Kontakt mit Liebling auf, um beide Pentagram-Alben erneut zu veröffentlichen. Das Debüt wurde daraufhin 1993 unter dem Titel Relentless und mit einer von Halmshaw nicht mit Liebling abgesprochenen veränderten Gestaltung über Peaceville Records erneut veröffentlicht. Hasselvander äußerte sich später kritisch über den Vertrag und monierte, dass das Label die Band, mit der Neugestaltung des ursprünglich schwarzen Debütcovers ebenso wie finanziell, betrogen habe.

## Albuminformationen

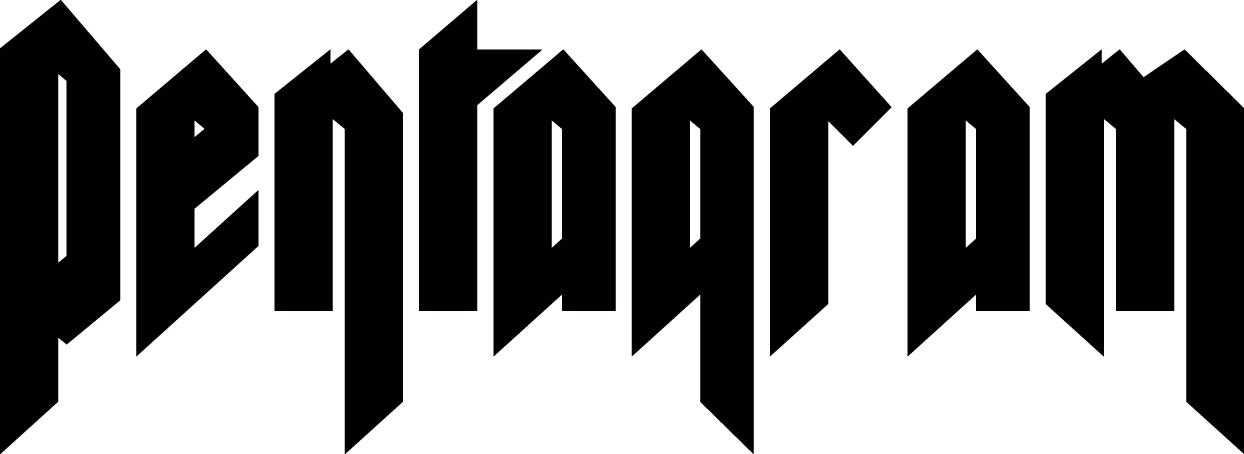
Der markante Schriftzug der Gruppe, der seit 1987 in ähnlicher Form genutzt wird, wurde zur Wiederveröffentlichung genutzt.

Das 1985 erstmals veröffentlichte Debütalbum enthält elf separate Stücke, die eine Gesamtspielzeit von 41:50 Minuten haben. Die ursprüngliche Gestaltung bestand aus einer schwarzen Fläche mit einem sich blau abhebenden Bandschriftzug. Die von Halmshaw veränderte Version beinhaltete den seit dem zweiten Album genutzten neuen Schriftzug sowie ein Baphomet-Siegel. Insbesondere die Verwendung des Siegels lehnte die Band ab. Das Album wurde nach der ersten Wiederveröffentlichung 1993 mehrfach in den regulären Tonträgerformaten als Musikkassette, Langspielplatte und CD sowie als Download neu aufgelegt.

### Stil
Der Stil des Albums orientiert sich vornehmlich an den frühen Veröffentlichungen von Black Sabbath. Dabei griff Pentagram den psychedelischen Aspekt des Psychedelic Rock auf und kombinierte diesen mit okkulten Themen und einer ebenso chaotischen wie düsteren Atmosphäre. Diesen popkulturellen Okkultismus reicherte Pentagram mit Elementen aus Horrorliteratur und -filmen an.
Griffin adaptierte das Gitarrenspiel von Tony Iommi und der Gesang von Liebling ähnelte jenem von Ozzy Osbourne. Liebling galt dabei dennoch als ein verrückt wirkendes Unikat. Die Band nutzte so tief gestimmtes und stark verzerrtes Gitarrenspiel, reduziertes Tempo und einen eindringlichen Groove.

### Bedeutung und Rezeption
In seiner Enzyklopädie The Guinness Who’s Who of Heavy Metal ordnet Colin Larkin retrospektiv die Zusammenkunft von Hasselvander und Liebling als den Kern der bekannten Pentagram ein. Auch Aleksey Evdokimov beschreibt die Konstellation Liebling, Griffin, Hasselvander und Swaney als die „bekanntesten“ Besetzung der Band. Entsprechend häufig wird das ursprünglich von der Kritik wenig beachtete Album in Genre-Chroniken und -Bestenlisten als kanonisches Werk des gesamten Doom-Metal-Spektrums geführt. Rückblickend gilt das mehrfach neu aufgelegte Relentless als eines der zentralen Alben des Doom-Metal-Spektrums und als Veröffentlichung mit Schlüsselqualifikation für die Etablierung des Traditional Doom. Entsprechend häufig findet sich das Album in Listen die die besten und bedeutendsten Veröffentlichungen des Genres führen. So listete Chris Chantler vom britischen Metal Hammer das Album in der Liste 10 essential doom metal albums und Nick Russel in der für das Kerrang zusammengestellten List Heavy, Slow, Stoned: 13 Doom Metal Albums Everyone Should Own. In der Liste Die 50 besten Doom-Alben aller Zeiten des Deaf Forever steht das Album auf dem zwölften, in der analogen Liste des Decibel The Top 100 Doom Metal Albums of all Times auf dem siebten Platz.

### Titelliste
1. Relentless: 3:49
(Musik und Text: Griffin)
2. Sign of the Wolf (Pentagram): 3:10
(Musik und Text: Liebling)
3. All Your Sins: 4:38
(Musik und Text: Griffin, Liebling)
4. Run My Course: 2:46
(Musik und Text: Liebling)
5. Death Row: 4:14
(Musik und Text: Griffin)
6. Dying World: 4:00
(Musik und Text: Griffin)
7. The Ghoul: 5:14
(Musik und Text: Griffin, Liebling, Hasselvander)
8. You’re Lost I’m Free: 2:17
(Musik und Text: Liebling)
9. The Deist: 3:48
(Musik und Text: Griffin)
10. Sinister: 4:33
(Musik und Text: Griffin, Abney)
11. 20 Buck Spin: 4:20
(Musik und Text: Liebling)